# Private Romeo
Pour plus de détails, voir Fiche technique et Distribution.
Private Romeo ou Soldat Roméo est un film dramatique indépendant américain écrit et réalisé par Alan Brown, sorti en 2011.
Il s'agit d'une adaptation cinématographique de la célèbre tragédie Roméo et Juliette (Romeo and Juliet) de William Shakespeare. L'action se déroule dans un lycée militaire. Private Romeo remporte le Grand Prix du Jury au Outfest, Festival de film à Los Angeles.

## Synopsis
Huit jeunes cadets se retrouvent seuls dans un établissement militaire américain et lisent Roméo et Juliette de Shakespeare en cours. En dehors de la classe, ils vivent ce drame : un couple (de garçons) se forme, certains de leurs amis se détournent d'eux, deux clans opposés se forment… Les paroles sont celles de la pièce de Shakespeare.

## Fiche technique
- Titre original : Private Romeo
- Titre français : Soldat Roméo
- Réalisation : Alan Brown
- Scénario : Alan Brown, d'après la tragédie Roméo et Juliette (Romeo and Juliet) de William Shakespeare
- Musique : Nicholas Wright
- Direction artistique : Elizabeth Marie Orne
- Décors : Maki Takenouchi
- Costumes : Cristina Spiridakis
- Photographie : Derek McKane
- Montage : Craig Weiseman
- Production : Agathe David-Weill et Kevin Ginty
- Société de production : Wolfe Video
- Société de distribution : Wolfe Video
- Pays d'origine : États-Unis
- Langue originale : anglais
- Format : couleur
- Genre : drame
- Durée : 98 minutes
- Dates de sortie en DVD :
  - États-Unis : 5 juin 2012[3]
  - Belgique, France, Suisse : juin 2012[4]

## Distribution
- Seth Numrich : Sam Singleton / Roméo
- Matt Doyle : Glenn Mangan / Juliette
- Hale Appleman : Josh Neff / Mercutio et Capulet
- Charlie Barnett : Ken Lee / Prince Escalus
- Sean Hudock : Gus Sanchez / Benvolio et Lady Capulet
- Bobby Moreno : Carlos Moreno / Tybalt et Capulet
- Adam Barrie : Adam Hersh / Frère Lawrence
- Chris Bresky : Omar Madsen / la nourrice de Juliette

## Production
Le tournage a entièrement eu lieu au State University of New York (SUNY) Maritime College dans le Bronx à New York qui a servi comme décors pour le besoin du film seulement « entouré d'eau, et coupé en deux par le pont Throgs Neck, qui se déroule au beau milieu du campus. Il fallait éviter tous ces points de vue lorsque nous tournions », explique le réalisateur.